# Wheelhouse

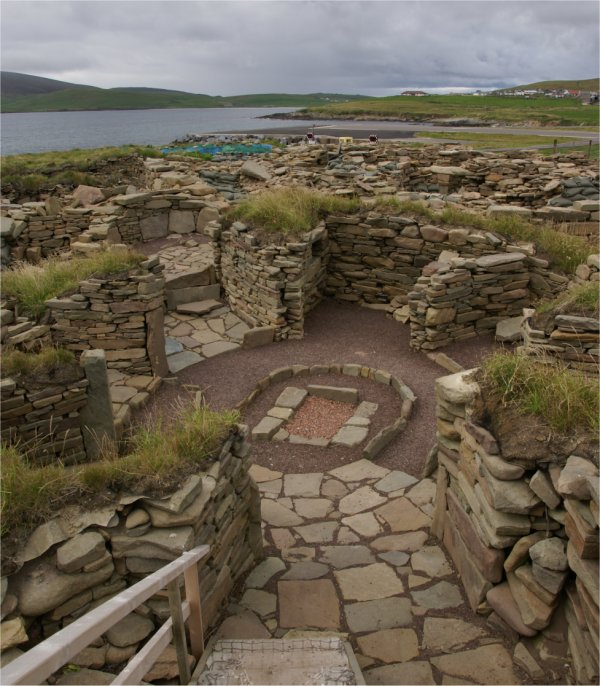
Interior de una wheelhouse en Old Scatness.

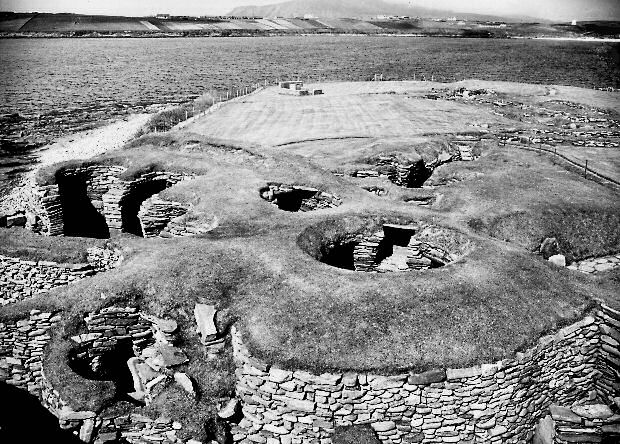
Tres de las cuatro wheelhouses del complejo Jarlshof. Estado en junio de 1987, visto desde Stewart Manson House.

En arqueología, una wheelhouse (cuya traducción literal al español sería timonera) es una estructura prehistórica de la Edad del Hierro que se encuentra en Escocia. 

## Descubrimiento y distribución geográfica
El término fue acuñado por primera vez después del descubrimiento de un montículo de ruinas en 1855. La forma distintiva de arquitectura relacionada con los complejos de chozas circulares, constituyen el principal tipo de asentamiento en las Hébridas Exteriores, en los últimos siglos antes de Cristo. Un total de 62 sitios han sido identificados entre las Islas del Norte de Escocia (Islas Orcadas e islas Shetland), y la costa norte de Caithness y Sutherland.
Entusiastas aficionados hicieron algunas excavaciones en el siglo XIX, pero el examen profesional de los sitios no comenzó hasta la década de 1930, cuando las excavaciones se llevaron a cabo en Jarlshof y Gurness.  Ningún trabajo bajo normas modernas se hizo en las Hébridas hasta 1946, en Clettreval en North Uist.
Lo altamente restringido de su ubicación geográfica sugiere que puede haber sido contenida dentro de una frontera política o cultural de algún tipo. La coincidencia de su llegada y salida asociadas con el período de la influencia romana en Escocia es un tema de debate en curso.

## Descripción

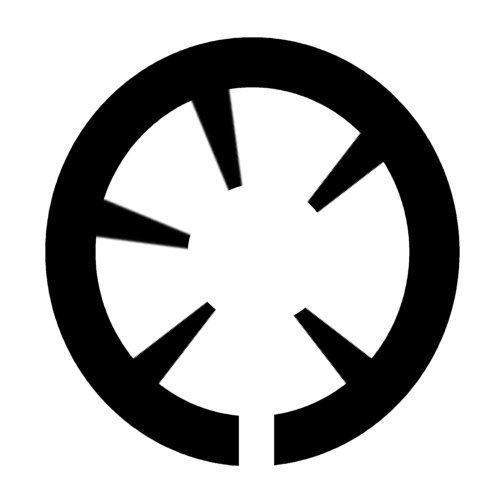
Plano esquemático de una wheelhouse.

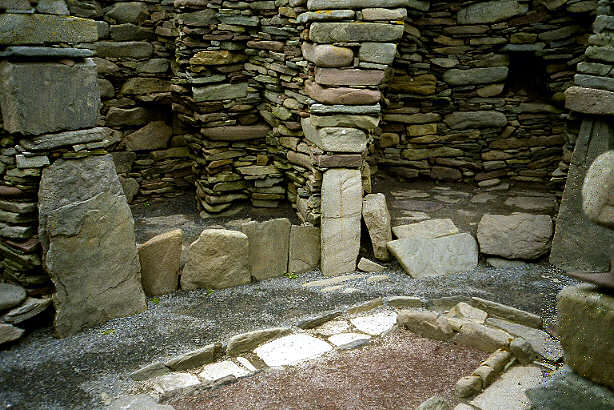
El interior de una wheelhouse en Jarlshof, mostrando las "bahías" entre los pilares de piedra.

A veces se refiere a ellas como "chozas circulares aisladas", sus rasgos característicos incluyen una pared exterior dentro de la cual un círculo de pilares de piedra (que se asemeja con los radios de una rueda) forman la base para los dinteles de arcos de apoyo que soportarían techos de paja, y con un hogar en el centro. Alrededor de un tercio son de doble pared. Se extienden en un diámetro de 4 metros a 11,5 metros. Los sitios que han sido datados tienden a caer dentro del período 25 a. C. al 380 d. C. En las Islas del Norte, el 72% se encuentran en asociación con brochs, y son de una fecha posterior a estas estructuras en torre en todos los casos. No hay sitios en el oeste que tengan una asociación similar, lo que es un enigma aún sin resolver. La mayoría están excavadas en el paisaje y sólo su techos de paja habría sido visible por encima del suelo, aunque éstos hubieran tenido seis o más metros de altura. Otros ejemplos fueron construidos sobre el suelo, como Clettraval y Bagh nam Feadag (Grimsay).

## Posibles usos
Muchos sitios incorporan entierros de animales bajo el suelo, los huesos más comunes son los de corderos jóvenes. Otros depósitos óseos son las cabezas de un ser humano y un alca gigante en Cnip en la Isla de Lewis, y sesenta huesos enterrados, incluyendo ganado vacuno, ovino y porcino en Sollas en North Uist. Cinco sitios incluyen menhires y quince un mortero de color rojo y negro. Estas características tiende a apoyar la hipótesis de que el objetivo principal de estos edificios fue ritual. Confusión por lo tanto total en el nombre, las "wheelhouses" no son ni ruedas, ni tal vez casas.